# Battleground 8: Prelude to Waterloo
Battleground 8: Prelude to Waterloo est un jeu vidéo de type wargame développé et publié par  TalonSoft en 1997 sur PC. Il est le huitième opus de la série Battleground. Il se déroule pendant les Guerres napoléoniennes et simule  le prélude de la bataille de Waterloo.

## Accueil
| Battleground 8: Prelude to Waterloo |      |       |
| Média                               | Pays | Notes |
| Computer Gaming World               | US   | 4/5   |
| Cyber Stratège                      | FR   | 3,5/5 |
| GameSpot                            | US   | 55%   |
| Joystick                            | FR   | 75%   |
| PC Gamer UK                         | GB   | 68 %  |
| PC Jeux                             | FR   | 68%   |